# Štós
Štós (v minulosti Štos, maďarsky Stósz, německy Stoß) je obec na Slovensku v okrese Košice-okolí. V místní části Štós-kúpele jsou lázně.

## Polohopis

### Vodní toky
Pod Tupým vrchem pramení řeka Bodva.

## Kultura a zajímavosti

### Památky
- Kostel sv. Jana Nepomuckého, jednoloďová stavba původně z druhé poloviny 13. století, renesančně přestavěná v 16. a 17. století.
- Evangelický kostel, toleranční stavba z let 1786–1788
- Kaple sv. Jana Nepomuckého z roku 1760
- Lázeňský dům z roku 1881

## Statistické údaje
| Národnost  | 2011 | 2001 | 1991 | 1930 | 1910 | 1880 |
| ---------- | ---- | ---- | ---- | ---- | ---- | ---- |
| slovenská  | 623  | 646  | 572  | 277  | 17   | 16   |
| maďarská   | 5    | 8    | 14   | 107  | 853  | 24   |
| romská     | 2    | 14   | 64   |      |      |      |
| rusínská   |      |      | 1    | 9    |      |      |
| ukrajinská | 1    | 1    |      |      |      |      |
| česká      | 5    | 6    | 7    |      |      |      |
| německá    | 30   | 66   | 67   | 711  | 148  | 988  |
| polská     | 2    | 1    | 2    |      |      |      |
| chorvatská |      |      |      |      |      |      |
| srbská     |      |      |      |      | 1    |      |
| ruská      |      |      |      |      |      |      |
| židovská   |      | 1    |      | 4    |      |      |
| moravská   | 1    |      | 2    |      |      |      |
| bulharská  |      |      |      |      |      |      |
| ostatní    | 2    | 10   | 1    | 25   | 14   | 11   |
| nezjištěné | 68   |      |      | 49   |      | 37   |
| celkem     | 739  | 753  | 730  | 1182 | 1033 | 1076 |

## Osobnosti
- Zoltán Fábry (1897 – 1970), spisovatel